# بونسال (کالیفرنیا)
بونسال (به انگلیسی: Bonsall) یک منطقهٔ مسکونی در ایالات متحده آمریکا است که در شهرستان سن دیگو، کالیفرنیا واقع شده‌است. بونسال ۳۵٫۱۶ کیلومتر مربع مساحت و ۱۲٬۵۳۸ نفر جمعیت دارد و ۵۵ متر بالاتر از سطح دریا واقع شده‌است.